# Malgassesia
Malgassesia is een geslacht van vlinders uit de familie wespvlinders (Sesiidae), onderfamilie Sesiinae.
Malgassesia is voor het eerst wetenschappelijk beschreven door Le Cerf in 1922. De typesoort is Malgassesia rufescens.

## Soorten
Malgassesia omvat de volgende soorten:
- Malgassesia ankaratralis Viette, 1957
- Malgassesia biedermanni Viette, 1982
- Malgassesia milloti Viette, 1982
- Malgassesia pauliani Viette, 1955
- Malgassesia rufescens Le Cerf, 1922
- Malgassesia rufithorax (Le Cerf, 1922)
- Malgassesia seyrigi Viette, 1955